# Текелиево
Текелиево или Текелиово (на гръцки: Σίνδος, Синдос, на турски: Tekeli, Текели, до 1926 годинс  Τεκελή, Текели) е град в Егейска Македония, Гърция, главен град на дем Делта в административна област Централна Македония.

## География
Текелиево е разположен в Солунското поле, в областта Вардария между реките Галик (Галикос) и Вардар (Аксиос) и е на практика индустриално предградие на Солун.

## История

### Античност и средновековие
В античността Херодот пише, че флотатата на Ксеркс I влиза в градовете Терме, Синдос и Халестре. Така очевидно Синдос е бил пристанище вероятно около устието на Галик (в древността Ехедорос).
Византийският лексикограф Стефан Византийски споменава град Синтос (Σίνθος). Името има предгръцка етимология и е сходно с Пиндос, Линдос, Олинтос, Закинтос и вероятно първите му обитатели са били пеласги.

### В Османската империя
В края на XIX век Текелиево е село със смесено в етническо отношение население. Селото е чифлик, принадлежащ на вакъфа на Евренос бей и на муката на пазачите на ливади.
Според статистиката на Васил Кънчов („Македония. Етнография и статистика“) в 1900 година Текелиево има 240 жители българи, 100 турци и 85 цигани. Цялото християнско население на селото е гъркоманско под върховенството на Цариградската патриаршия – по данни на секретаря на Българската екзархия Димитър Мишев („La Macédoine et sa Population Chrétienne“) в 1905 година в Текелиево има 400 българи патриаршисти гъркомани и функционира гръцко училище. Гръцките андартски чети на Гоно Йотов и Апостолис Матопулос нападат Текелиево и убиват изявени българи.
Според гръцки източници в 1905 година в Текели са регистрирани 298 жители, предимно гръцкоговорещи, които се занимават с поддържане на ливадите в района и с отглеждане на камили и коне. Също така няколко работят в конюшните на чифлика, където се отглеждат крави, коне, биволи и волове. В района на Текелиево много номадски влашки семейства прекарват зимата със стадата си, наемайки различни земи от собственика. Последният собственик на Текели е Хамди бей, но е възможно този чифлик да е бил зависещ от Солунското теке, на което жителите на чифлика са плащали част от годишната реколта от продукцията си. Фермата е организирана по европейски образец и се смята за един от най-добрите чифлици в Македония през този период.
В района на Текелиево в края на ΧΙΧ век има много подземни води, които извират от извори в различни части на чифлика, както и по на юг в Гъскарка (Калохори), което е заселено по-късно. Извън Текелиево има пръснати блата, пълни с местни водни растения, докато по бреговете на Галик има много диви тополи и върби. Девствената растителност около Галик позволява въденето на много диви животни, като диви свине, вълци, чакали и лисици.
Според доклад на Димитриос Сарос от 1906 година Текели (Τεκελί) е славяногласно село в Солунската митрополия с 298 жители, от които с гръцко съзнание 280 (155 мъже и 125 жени) и с българско 18. В селото работи смесено гръцко начално училище с 29 ученици (24 мъже и 5 жени) и 1 учител.
При избухването на Балканската война в 1912 година един човек от Текелиево е доброволец в Македоно-одринското опълчение.

### В Гърция
В 1913 година след Междусъюзническата война Текелиево остава в Гърция. В 1926 година селото е прекръстено на Синдос. В 1928 година Текелиево е смесено местно-бежанско с 370 бежански семейства и 1395 жители бежанци. Бежанците, заселени в Текелиево, са предимно от Виза (Източна Тракия), Хамза Бейли (Магнезия), Кебир Сурсулук край Бурса и Синапли (България).
В 1952 – 1972 година е построен храмът „Успение Богородично“.
Официални преброявания
- 1920 година – 694 души
- 1928 година – 1820 души
- 1940 година – 3692 души
- 2001 година - 7540 души
- 2011 година - 9289 души

## Личности
Родени в Текелиево
- Георгиос Арванитидис (р. 1959), гръцки политик
- Ставри Николов (1889 – ?), македоно-одрински опълченец, Трета рота на Седма кумановска дружина, носител на орден „За храброст“ IV степен[16]
- Филипос Трендафилидис или Социотис (Φίλιππος Τριανταφυλλίδης ή Σωτσιώτης), гръцки андартски деец, агент от трети ред[17]

Свързани с Текелиево
- Киро Нанов Миалски (? - 1903), родом от Михалово, установил се в Текелиево и оглавил българското национално движение в селото, убит от андарти[18]

## Побратимени градове
- Сандански, България